# APG III 분류 체계
APG III 분류 체계는 속씨식물을 분류하는 현대 식물 분류 체계이다. 2009년에 속씨식물 계통연구 그룹(APG, Angiosperm Phylogeny Group)이 출판했다. 2009년 10월, 린네 학회의 회원들이 APG III 분류 체계와 호환되고 부합하는, 모든 육상식물들의 공식적인 계통학적 분류를 제안했다. 2016년 발표된 APG IV 분류 체계로 대체하였다.
아래에 나열된 분류는 목(目)들과 목으로 분류되지 않은 과(科)들이다. 분류에서 같은 레벨의 목들은 알파벳순으로 배치되었다. 목들이 이전 버전의 APG 분류 체계(APG 분류 체계, APG II 분류 체계)에서 포함하고 있는 과들과 다를 수 있으므로 주의해야 한다.

## 분류 체계
- 속씨식물군(angiosperms)
암보렐라목 (Amborellales)
수련목 (Nymphaeales)
아우스트로바일레이아목 (Austrobaileyales)
홀아비꽃대목 (Chloranthales)
목련군 (magnoliids)
카넬라목 (Canellales)
녹나무목 (Laurales)
목련목 (Magnoliales)
후추목 (Piperales)
외떡잎식물군 (monocots)
창포목 (Acorales)
택사목 (Alismatales)
비짜루목 (Asparagales)
마목 (Dioscoreales)
백합목 (Liliales)
판다누스목 (Pandanales)
페트로사비아목 (Petrosaviales)
닭의장풀군 (commelinids)
다시포곤과 (Dasypogonaceae) -- 목으로 분류되지 않음.
종려목 (Arecales)
닭의장풀목 (Commelinales)
벼목 (Poales)
생강목 (Zingiberales)
진정쌍떡잎식물군의 자매군일 가능성 있음.
붕어마름목 (Ceratophyllales)
진정쌍떡잎식물군 (eudicots)
나도밤나무과 (Sabiaceae) -- 목으로 분류되지 않음.
회양목목 (Buxales)
프로테아목 (Proteales)
미나리아재비목 (Ranunculales)
수레나무목 (Trochodendrales)
핵심진정쌍떡잎식물군 (core eudicots)
딜레니아과 (Dilleniaceae) -- 목으로 분류되지 않음.
군네라목 (Gunnerales)
범의귀목 (Saxifragales)
장미군 (rosids)
포도목 (Vitales)
콩군 (fabids) (진정장미군 I)
노박덩굴목 (Celastrales)
박목 (Cucurbitales)
콩목 (Fabales)
참나무목 (Fagales)
말피기아목 (Malpighiales)
괭이밥목 (Oxalidales)
장미목 (Rosales)
남가새목 (Zygophyllales)
아욱군 (malvids) - (진정장미군 II)
십자화목 (Brassicales)
크로소소마목 (Crossosomatales)
쥐손이풀목 (Geraniales)
후에르테아목 (Huerteales)
아욱목 (Malvales)
도금양목 (Myrtales)
피크람니아목 (Picramniales)
무환자나무목 (Sapindales)
(back to core eudicots)
베르베리돕시스목 (Berberidopsidales)
석죽목 (Caryophyllales)
단향목 (Santalales)
국화군 (asterids)
층층나무목 (Cornales)
진달래목 (Ericales)
꿀풀군 (lamiids) - (진정국화군 I)
지치과 (Boraginaceae) -- 목으로 분류되지 않음.
가리아목 (Garryales)
용담목 (Gentianales)
꿀풀목 (Lamiales)
가지목 (Solanales)
초롱꽃군 (campanulids) - (진정국화군 II)
미나리목 (Apiales)
감탕나무목 (Aquifoliales)
국화목 (Asterales)
브루니아목 (Bruniales)
산토끼꽃목 (Dipsacales)
에스칼로니아목 (Escalloniales)
파라크리피아목 (Paracryphiales)

## 같이 보기
- APG 분류 체계 (1998년)
- APG II 분류 체계 (2003년)
- APG IV 분류 체계 (2016년)
- 속씨식물 분류 체계 비교